# Donne-moi ta main
Pour plus de détails, voir Fiche technique et Distribution.
Donne-moi ta main, ou Année Bissextile au Québec (traduction littérale du titre original Leap Year), est un film américano-irlandais d'Anand Tucker, sorti en 2010. Il met en vedette Amy Adams et Matthew Goode.
Tourné en majeure partie en Irlande et produit par Universal Pictures, également le distributeur en Amérique du Nord, et Spyglass Entertainment, Donne-moi ta main raconte l'histoire d'une jeune Américaine qui décide de rallier Dublin, en Irlande, pour demander son petit ami en mariage selon une vieille tradition. Mais ses plans ne se déroulent pas comme prévu, et elle se retrouve à faire appel à un aubergiste irlandais bourru.
Sorti le 8 janvier 2010 en salles et le 5 mai 2010 en DVD et Blu-ray aux États-Unis, puis le 11 août 2010 et le 1er février 2011 en DVD en France, le film reçoit un accueil largement négatif de la part de la critique et rencontre un succès commercial relatif, avec 32,6 millions de dollars de recettes mondiales. Il est important de noter qu'il existe deux traductions françaises bien différentes, une première version (québécoise) policée, dénuée de vulgarité, dans l'esprit de la comédie romantique traditionnelle ; et une seconde version, ponctuée de jurons, passablement ordurière et plus éloignée du texte anglais, qui a pour effet de transformer l'aubergiste Declan en un homme grossier et agressif, loin du personnage sympathique et bourru de la première version. De même, Miss Brady y devient sotte, écervelée et plus ou moins masochiste. Cette licence prise avec la traduction  modifie considérablement la perception du film sans toutefois le rendre plus populaire.

## Synopsis
Anna Brady, jeune Américaine d'une trentaine d'années, vit à Boston. Elle travaille comme professionnelle dans la mise en valeur d'appartements à vendre et désire plus que tout au monde se fiancer avec son petit ami, Jeremy, cardiologue, qui tarde à faire sa demande. Lorsque ce dernier doit se rendre à Dublin pour un congrès et que son père lui parle d'une vieille tradition irlandaise, le Leap Day, qui autorise la femme à demander la main de son petit ami en mariage le 29 février, Anna prend le premier avion et vole vers l'Irlande pour faire sa demande. Mais son plan qui semblait si parfait se transforme rapidement en cauchemar : une tempête oblige son avion à atterrir au Pays de Galles. Elle parvient à trouver un bateau pour l'emmener à Cork, mais la violence de la tempête l'oblige à débarquer sur la péninsule de Dingle. Elle entre dans une auberge à l'aspect peu engageant où elle fait la connaissance de quelques figures locales et du propriétaire des lieux, Declan, un homme amer et désabusé qui, après un premier refus accepte de conduire Anna à Dublin pour 500 €, se trouvant sous la menace pressante d'un créancier qui souhaite saisir ses équipements de cuisine, ce qui entraînerait la fermeture du pub.
Le voyage se fera en Renault 4 rouge toute cabossée, présentée par son propriétaire comme un objet de collection et donc de grande valeur. Après avoir malmené la valise de sa passagère dont il ignore le nom de l'enseigne commerciale et ce qu'elle représente pour elle : le signe d'une certaine réussite sociale, le voyage à travers l'Irlande rurale commence. Tout en conduisant, Declan se moque ouvertement de la raison pour laquelle Anna a entrepris son long voyage en ajoutant que son fiancé n'a aucunement l'intention de l'épouser, chose qu'il aurait faite depuis belle lurette si tel avait été le cas. Anna, piquée au vif et sentant confusément toute la pertinence de son commentaire, se fâche et jette par la fenêtre le sandwich et la cassette audio du jeune homme. Declan se fâche à son tour et arrête aussitôt le véhicule pour récupérer cette dernière. Au moment de repartir, ils se heurtent à un obstacle imprévu : un troupeau de vaches barre la route. Anna, pressée de repartir et constatant que Declan, lui, a bien l'intention d'attendre qu'elles consentent à dégager la voie d'elles mêmes, les écarte vaillamment. Alertée trop tard par Declan, elle met le pied dans une bouse fraîche. Alors qu'elle essaye de nettoyer sa chaussure, la voiture contre laquelle elle s'est appuyée commence à reculer et la forte déclivité de la route aidant, elle finit sa course folle dans un ruisseau, au grand désespoir de Declan. Continuant à pied, la jeune femme s'éloigne de lui et demande à un automobiliste accompagné d'amis de l'emmener. D'abord ravie et saluant narquoisement Declan, elle se rend compte mais trop tard que ces derniers ont filé sans elle, embarquant toutefois sa précieuse valise Louis Vuitton (surnommée ironiquement "Louis" par Declan).
Le duo finit par atterrir dans un bar, où il retrouve les personnages qui ont volé la valise de la jeune femme. Après une bagarre qui se solde par la victoire de Declan, Anna et lui sont priés par le patron de déguerpir, récupérant au passage la valise. Cheminant à travers les farouches et verdoyants paysages du sud de l'île, ils se procurent deux billets pour Dublin. Afin de combler l'intervalle d'une heure qui les séparent de l'arrivée du train, Declan propose à Anna de visiter les ruines d'un château voisin, le château de Ballycarbery (en), une des sept merveilles d'Irlande selon lui. Elle refuse net, préférant attendre sagement son train, mais les grognements d'un chien dont elle s'effraie l'oblige à suivre son cicérone improvisé. La prenant par la main, celui-ci l'entraîne dans les ruines majestueuses et romantiques qui dominent la vallée, tout en lui narrant l'ancienne légende attachée à ces lieux qui raconte comment un jeune homme arracha au vieux seigneur à qui elle avait été promise la jeune fille qu'il aimait en secret. Les deux amants fuyant devant l'armée qui les traquait en vue de les punir de mort trouvèrent refuge dans les murs de ce château et consommèrent là leur amour, sur la plus haute tour, à l'endroit même où Declan s'adresse à Anna... qui ne peut s'empêcher de croire qu'il essaie impudemment de la séduire. Cependant, en contrebas, le train arrive en gare et après une descente mouvementée dans la boue et sous la pluie, Anna n'a plus que ses yeux pour pleurer en voyant le train s'éloigner, d'autant que le prochain train n'est annoncé que pour le surlendemain, aucun train ne roulant le dimanche. Le chef de gare propose de les héberger dans une chambre d'hôte, dans la pension que son épouse et lui-même tiennent, non loin de Tipperary. La patronne les accueille en leur déclarant qu'elle vient de refuser une chambre à un couple non marié, comble d'une scandaleuse immoralité pour elle, ce qui les oblige à se mettre tacitement d'accord pour se présenter comme un couple légitime. Expressément décrit comme un chef cuisinier de talent par Anna, Declan et elle préparent ensemble le repas du soir afin d'éviter le plat de tripes que le menu proposait. Anna prend également soin d'agencer le décor de la table, à l'entière satisfaction de Declan. Un couple d'Italiens commensaux, parlant de la longévité de leur amour et joignant le geste à la parole en s'embrassant voluptueusement, invite le jeune couple à les imiter, proposition aussitôt déclinée par les intéressés. Mais le chef de gare ne l'entend pas de cette oreille et insiste outrageusement pour les voir se donner le baiser des époux, sceau de la bénédiction de l'amour conjugal. Ils sont bien obligés de se plier à cette démonstration et après un bref et pudique baiser, ils s'embrassent longuement et éperdument sans plus pouvoir rien feindre. Reprenant leurs esprits, gênés et encore bouleversés par cet aveu spontané d'amour réciproque, ils sont chaleureusement félicités par les deux autres couples. De retour dans la chambre, ayant auparavant convenu de faire lit à part (Anna s'étant adjugé le lit après une tricherie éhontée et éventée de Declan pour se l'approprier et qui s'était retrouvé devoir dormir dans la douche), le couple décide de partager la même couche. Bien qu'un puissant magnétisme les attire l'un vers l'autre, Declan, fidèle à l'exemple du jeune amant du château, respecte la jeune fille étendue à ses côtés, sous un rayon bleuté de lune et au son de Dream a Little Dream of Me, chanté par The Mamas & The Papas.
Repartant à pied le lendemain, ils trouvent refuge dans une église pour échapper à un orage de grêle et déboulent en pleine célébration d'un mariage auquel ils sont aimablement conviés par le pasteur. La fête qui s'ensuit est ponctuée d'inénarrables péripéties qui les rapprochent encore un peu plus l'un de l'autre et qui s'achève avec une Anna complètement saoule et malade qui tombe dans les bras de Declan. Au petit jour, nous la retrouvons endormie, appuyée contre l'épaule de son compagnon de voyage, dans l'autobus qui les conduit à Dublin. Sur le chemin de l'hôtel, Declan explique à Anna qu'il a été naguère fiancé à une jeune femme, mais que celle-ci l'a trahi pour s'enfuir à Dublin avec celui qu'il pensait être son meilleur ami, l'abandonnant seul dans le pub qu'ils géraient tous les trois, emportant avec elle la bague qu'il lui avait offerte et qui appartenait à sa mère (anneau orné de deux mains tenant un cœur couronné, appelé "claddagh"). Anna l'encourage à récupérer cette bague puisqu'il se trouve justement dans la capitale irlandaise. Arrivés à l'hôtel où réside Jeremy, Declan refuse la somme d'argent convenue pour escorter Anna jusqu'à Dublin. Il est sur le point de lui avouer ses sentiments, mais Jeremy intervient soudainement et, lui offrant enfin la bague de fiançailles surmontée d'un gros diamant dont elle avait rêvé depuis quatre longues années, il lui propose de l'épouser, ce qu'elle accepte publiquement, toute la scène étant filmée à l'initiative de Jeremy. Declan, comprenant qu'il vient de perdre la partie, s'éclipse furtivement.
De retour à Boston, Anna apprend lors de leur fête de fiançailles de la bouche de Jeremy que ce mariage annoncé n'est qu'un gage de bonne moralité qu'il a dû concéder aux copropriétaires de l'appartement qu'ils viennent d'obtenir dans la somptueuse résidence Davenport. Consternée, et se souvenant de la question que lui avait posé Declan lors de la visite du château de Ballycarbery (lui demandant ce qu'elle emporterait de chez elle si un incendie se déclarait et qu'elle ne disposait que de trente secondes pour se décider), elle déclenche l'alarme à incendie et constate que son fiancé est seulement préoccupé par ses ordinateurs et téléphones. Elle disparaît alors, laissant Jeremy seul. On retrouve Anna en Irlande, assise à une table de l'auberge de Declan, que la solidarité de ses amis lui a permis de conserver et de faire prospérer à nouveau. Elle lui propose de vivre ensemble et de ne pas faire de projets d'avenir. Mais lorsqu'elle le voit s'éloigner sans lui avoir donné de réponse, elle interprète ce geste comme un refus et sort, confuse et désappointée, pour se rendre au bord d'une falaise surplombant la mer. Declan la rejoint finalement et la demande en mariage, lui offrant la bague que lui a restituée son ex-fiancée lors de son passage à Dublin.
Quelque temps plus tard, Anna et Declan, nouvellement unis par les liens du mariage, partent en voyage de noces dans la fameuse Renault 4 rescapée et remise en état, celle-là même qui les avait réunis une première fois et grâce à laquelle ils avaient appris à se connaître, la valise Louis Vuitton solidement arrimée sur le toit.

## Fiche technique
- Titre : Donne-moi ta main
- Titre original : Leap Year
- Réalisation : Anand Tucker
- Scénario : Harry Elfont et Deborah Kaplan
- Directeur de la photographie : Newton Thomas Sigel
- Montage : Nick Moore
- Distribution des rôles : Nina Gold
- Direction artistique : Colman Corish, Anna Rackard et Brendan Rankin
  - Supervision de la direction artistique : Irene O'Brien
- Décors : Mark Geraghty
  - Décorateur de plateau : Johnny Byrne
- Costumes : Eimer Ni Mhaoldomhnaigh
- Musique : Randy Edelman
- Producteurs : Gary Barber, Chris Bender, Roger Birnbaum, Jonathan Glickman et Jake Weiner
  - Coproducteurs : James Flynn, Cassidy Lange, Morgan O'Sullivan et Rebeka Rudd
  - Producteurs exécutifs : Su Armstrong et J.C. Spink
- Sociétés de distribution : Universal Pictures, Spyglass Entertainment, Birnbaum/Barber, BenderSpink et Octagon Films
- Distribution :  Universal Pictures •  MC4 Distribution
- Budget : 19 millions de $US
- Pays de production :  États-Unis,  Irlande
- Langue : anglais
- Genre : Comédie sentimentale
- Format :  Couleur – 35 mm et cinéma numérique – 2,35:1 — Son DTS – Dolby Digital – SDDS
- Durée : 100 minutes
- Classifications :
  - États-Unis MPAA : PG (certification no 45787[4])[n 2]
  - France Mention CNC : tous publics (visa d'exploitation no 126420 délivré le 13 août 2010)[5]
  -  Régie du cinéma : G [n 3]

## Distribution
- Amy Adams (V.F.: Caroline Victoria et V.Q.: Viviane Pacal) : Anna Brady-O'Callaghan
- Matthew Goode (V.F. : Jean-Christophe Dollé et V.Q. : Antoine Durand) : Declan O'Callaghan
- Adam Scott (V.F. : Alexandre Gillet et V.Q.: Jean-François Beaupré) : le docteur Jeremy Sloane
- John Lithgow (V.F. : Pierre Forest et V.Q.: Guy Nadon) : Jack Brady
- Noel O'Donovan : Seamus
- Tony Rohr : Frank
- Pat Laffan : Donal
- Alan Devlin (V.F. : Richard Leblond) : Joe
- Ian McElhinney : le prêtre
- Dominique McElligott (V.F. : Ludmila Ruoso ; V.Q. : Éveline Gélinas) : la mariée
- Mark O'Regan : le capitaine
- Maggie McCarthy : Eileen, l'épouse de Frank
- Peter O'Meara : Ron
- Macdara Ó Fatharta : le père Malone
- Kaitlin Olson (V.F. : Nathalie Karsenti et V.Q. : Julie Burroughs) : Libby
- Liza Ross : Edith
- Marcia Warren : Adele
- Michael J. Reynolds : Jerome
- Catherine Walker : Kaleigh
- Michael Ford-FitzGerald[n 4] (V.F. : Fabrice Josso) : Fergus
- Brian Milligan (V.F. : Alexandre Borras) : Bobbo
- Flaminia Cinque : Carla
- Vincenzo Nicoli (V.Q. : Thiéry Dubé) : Stefano
- Breffni McKenna : Tommo

Source et légende : Version Française (V.F.) sur RS Doublage et Version Québécoise (V.Q.) sur Doublage Québec 

## Sortie au cinéma
Sauf mention contraire, les informations suivantes sont issues de l'Internet Movie Database.
- États-Unis : 6 janvier 2010 (première à New York), 8 janvier 2010 (nationale)
- Canada : 8 janvier 2010
- Israël : 14 janvier 2010
- Hongrie : 28 janvier 2010
- Pologne : 5 février 2010
- Estonie, Lituanie, Royaume-Uni : 26 février 2010
- Danemark, Slovénie : 4 mars 2010
- Roumanie : 5 mars 2010
- Lettonie : 12 mars 2010
- République tchèque, Slovaquie : 25 mars 2010
- Autriche, Turquie : 26 mars 2010
- Grèce, Corée du Sud : 8 avril 2010
- Italie, Suède : 9 avril 2010
- Finlande : 16 avril 2010
- Argentine : 22 avril 2010
- Panama : 23 avril 2010
- Bosnie-Herzégovine : 20 mai 2010
- Espagne : 25 juin 2010
- Belgique : 7 juillet 2010
- Pays-Bas : 8 juillet 2010
- France : 11 août 2010[1],[9]
- Allemagne : 9 septembre 2010

## Sortie vidéo
- États-Unis : 5 mai 2010 (DVD et Blu-Ray)
- Brésil : 14 juillet 2010 (première DVD)
- France : 1er février 2011[10]

## Production
Le script de Donne-moi ta main est le septième scénario écrit par le duo de scénaristes Harry Elfont et Deborah Kaplan, connu pour avoir des scénarios de comédies depuis 1996. Ils reconnaissent que le concept du long-métrage s'est fait rapidement. Kaplan raconte : « Je consultais un site d’informations, nous étions le 29 février, et je tombe sur ce titre : "Jour de l’année bissextile : les Irlandaises font leur demande en mariage." J’ai demandé à Harry : "Ça ne te fait pas penser à un film ?". Nous avons laissé nos travaux en plan et en l’espace de deux semaines, nous tenions les grandes lignes de notre histoire. ». Deux semaines plus tard, Elfont et Kaplan vendent leur scénario à Spyglass Entertainment.
La réalisation est confiée au Britannique Anand Tucker, qui met en scène avec ce film son sixième long-métrage.

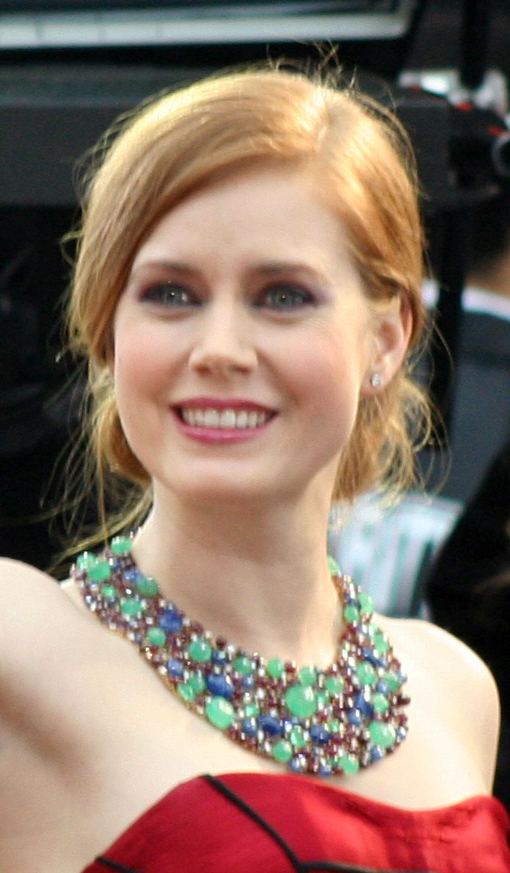
Amy Adams, interprète d'Anna Brady, lors de la des Oscars, en février 2009.

L'actrice Amy Adams, devenue une vedette internationale grâce notamment à Il était une fois et nommée aux Oscars, décide rapidement de rejoindre le projet après avoir lu le scénario, en incarnant le rôle principal féminin, celui d'Anna Brady. Les membres du projet sont persuadés que l'actrice peut apporter la profondeur qui détournera le public des clichés qui caractérisent la comédie romantique et découvre qu'Adams est soucieuse d’éviter à son personnage les travers d’une femme lisse et trop gâtée à laquelle la vie se doit de donner une leçon. Elle explique que le scénario l'a séduite car « la volonté affirmée du scénario d’expliquer "Comment nous nous efforçons de réussir, d’accomplir, sans nécessairement chercher à tracer une voie unique". Nous sommes sans cesse distraits par les étincelles qui illuminent notre route. J’étais très intéressée par cette quête de la vérité intérieure.». Adams dit qu'Anna est « une femme qui vit dans un emploi du temps, qui franchit des étapes et juge sa vie à l’aune de ce qu’elle accomplit. Elle se croit indépendante et sûre de pouvoir tout obtenir», ajoutant qu'elle « dresse une liste de ce que ce « tout » comporte : un mari, un métier, etc. Même les enfants sont prévus. Tout est programmé, et elle n’est pas femme à se laisser distraire de son emploi du temps. Elle passe plus de temps à penser à ce qu’elle fait qu’à réfléchir à ce qu’elle est». Le producteur Chris Bender explique qu'Amy attire immédiatement la sympathie, car « on [le] lit dans l'innocence de son regard, quoi qu'elle fasse».

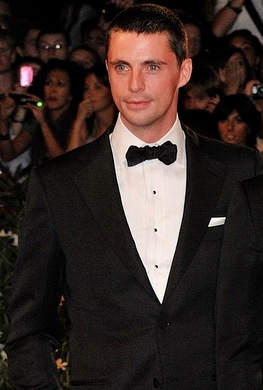
Matthew Goode, interprète de Declan O'Gallaghan, lors du tapis rouge du Festival de Venise, en septembre 2009.

L'acteur britannique Matthew Goode (Match Point, Watchmen) se joint au casting pour le rôle de Declan O'Callaghan. Le producteur Gary Barber avait déjà travaillé auparavant avec Goode sur The Lookout, dans lequel il avait prouvé la diversité de son talent. La production savait qu'il collerait au rôle de l'aubergiste irlandais, pour son talent et pour son « petit air de voyou ». L'acteur dit que son personnage « met un moment avant d’intégrer le récit », rajoutant qu'« on ne sait pas grand-chose de lui, si ce n’est qu’il a été fiancé à une fille qui l’a quitté » et que « cet événement l’a profondément marqué ». Il ajoute sur le caractère de Declan : « C’est un homme maussade qui n’apprécie guère les fantaisistes. Il souhaite refaire sa vie. Il possède un pub et a du goût pour la cuisine. Il nourrissait autrefois le rêve de monter une affaire avec son ex-petite amie et son meilleur pote, lesquels sont malheureusement partis ensemble. Lorsqu’il apparaît dans le film, il est au fond du trou et manque cruellement d’affection. Sa cuisine est équipée de matériel de provenance douteuse, et il lutte pour s’acquitter de ses dettes. »
Pour le rôle de Jeremy, le petit ami d'Anna, le choix s'est porté sur Adam Scott (Frangins malgré eux), commentant sur son personnage ainsi : « Je campe un personnage appelé Jeremy, lequel fréquente Anna depuis quatre ans. C’est un chirurgien couronné de succès, profondément satisfait de sa vie, qui n’éprouve en rien le besoin d’un changement drastique, quel qu’il soit. Jeremy ignore qu’Anna aspire à se marier et ne perçoit pas, pour sa part, l’utilité de la chose. C’est là, en quelque sorte, le coup d’envoi du film. ». De plus, il précise concernant son travail avec le réalisateur pour affiner les contours d’un personnage qui pourrait trop facilement n’être qu’austère et travailleur : « Dès les auditions, Anand a insisté pour que Jeremy ne soit pas le personnage négatif auquel on s’attend généralement. Il n’était d’ailleurs pas décrit comme tel, mais c’est généralement la première direction que l’on prend lorsque l’on veut se figurer le méchant de l’histoire».
|                                                                                    |  |  |
| Adam Scott, interprète de Jeremy Sloane et John Lithgow, interprète de Jack Brady. |  |  |

Personnage clé de l'histoire pour le développement de l'intrigue, bien qu'ayant une présence limitée, Jack Brady, le père d'Anna, est incarné par John Lithgow, acteur deux fois nommé aux Oscars connu notamment pour les rôles de Dick Solomon dans la série télévisée Troisième planète après le Soleil et d'Arthur Mitchell, le redoutable tueur Trinité, de la quatrième saison de la série Dexter : « Jack est un père célibataire depuis qu’il a perdu sa femme. À l’évidence, cette perte l’a définitivement transformé. C’est un mélancolique, plus ou moins alcoolique, il est rêveur, charmeur, mais il a une piètre opinion de lui-même. C’est un homme plein d’idées, mais sa tendance aux élans romantiques déplaît à anna. elle est une personne soignée et bien organisée qui rejette sa propre part de romantisme en voyant le minable qu’elle a pour père… même si elle l’adore.[...] Il raconte une vieille histoire de famille qu’il adore, celle de sa grand-mère irlandaise qui, dans les années 1920, a demandé la main de son mari le jour de l’année bissextile. L’idée germe dans l’esprit d’anna. La relation qui existe entre ce père et sa fille est parfois très touchante, et j’attendais avec impatience ces moments où ce vieux fou se laisse aller à ces accès de sagesse. »
Le film a été tourné en Irlande, notamment aux Îles d'Aran et au Connemara, situés dans le comté de Galway, au Temple Bar, dans le quartier de Dublin et au Wicklow National Park, situé dans le comté de Wicklow.

## Musique
Pour la première fois, le réalisateur Anand Tucker  n'emploie pas son compositeur fétiche, l'Australien Barrington Pheloung. En effet, il a fait appel aux services du compositeur américain Randy Edelman, connu notamment pour avoir composé la musique de la série télévisée MacGyver et de films comme Beethoven, Mon voisin le tueur, Shanghai Kid et 27 robes.

## Réception

### Accueil critique

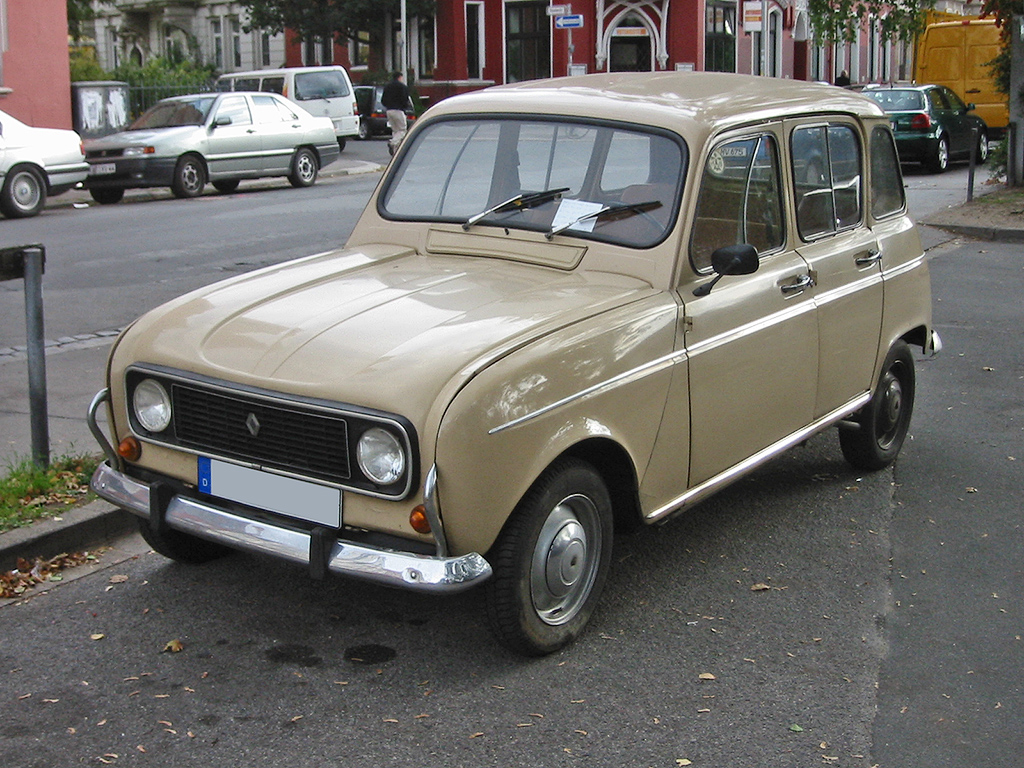
une Renault 4 semblable à celle conduite par Declan (Matthew Goode) dans le film.

Donne-moi ta main a reçu un accueil critique globalement négatif dans les pays anglophones, recueillant 21 % de critiques positives sur le site Rotten Tomatoes pour cent vingt-neuf commentaires collectés et une note moyenne de 4.2⁄10. Dans la catégorie "top" des critiques du même site, composée de critiques populaires et notables à partir de journaux, sites Internet, télévision et radio, le long-métrage recueille 21 % de critiques favorables, pour vingt-quatre commentaires collectés et une note moyenne de 4.4⁄10. Le consensus général du site est : « Amy Adams est aussi attrayante que jamais, mais ses charmes ne permettent pas à maintenir Donne-moi ta main qui succombe à une surenchère de clichés et un scénario pas drôle,.» Sur le site Metacritic, Donne-moi ta main obtient un score de 33⁄100, pour trente commentaires.
Parmi les commentaires les plus positifs de revues ou de journaux, Roger Ebert, du Chicago Sun-Times, lui attribue une note de 3 étoiles sur 4 et Owen Gleiberman, d'Entertainment Weekly lui a donné un B-, disant qu'il « manque un peu de piquant ». Parmi les critiques négatives, A.O. Scott, du New York Times, le trouve « stupide, sans charme et sans imagination, qu'il ne peut être décrit comme un film que dans un sens strictement technique » et Richard Roeper, lui donne la note de C-, en indiquant qu'il est un «complot recyclé, gags visuels boiteux [...] Les charmes d'Amy Adams sauvent le film. » Concernant le film, Matthew Goode, l'interprète de Declan, a admis : « Je sais juste qu'il y a beaucoup de gens qui diront que c'est le pire film de 2010 ». Il a également révélé la raison qui l'a poussé à signer pour le projet : il pouvait rester près de sa maison et être en mesure de rendre visite à sa petite amie et sa fille.
En France, le film obtient un accueil critique similaire, obtenant une note moyenne de 2.1⁄5, pour sept commentaires collectés.
Parmi les commentaires positifs, Télé Poche lui donne deux étoiles sur trois, notant que c'est une « charmante comédie à l'humour décalé, qui parvient à éviter les clichés grâce à Amy Adams, impressionnante dans le rôle d'Anna ». Le Parisien, bien qu'ayant noté que même si le spectateur, qui « marche dans la romance », connaît les ficelles, trouve le film « drôle, légère, tonique, une comédie romantique comme on les aime » et lui attribue deux étoiles sur trois. Parmi les plus mitigées, Jacky Goldberg, des Inrockuptibles notent que les « auteurs de comédies sentimentales ne cessent de prôner pour leurs personnages des valeurs qu'ils refusent d'appliquer à leurs propres scénarios », mais que le duo d'acteurs permettent de faire la différence dans une « comédie sentimentale un peu fin de série » et Xavier Leherpeur de TéléCinéObs ajoute que le long-métrage est « un savoureux paradigme de comédie romantique (...). Le rythme est en dents de scie mais le plaisir, manifeste. ». Le site Il était une fois le cinéma lui attribue une note moyenne de 2 étoiles sur 4 avec comme consensus général : « Ni pire ni meilleure que la plupart, elle remplit mollement son contrat, à peine revigorée par un Monsieur Charmant rustre incarné par Matthew Goode.»
Pour les commentaires les plus négatives, Carole Milleliri du site Critikat.com écrit que « dès les premières séquences, Donne-moi ta main s'avère être une comédie romantique poussive et particulièrement conservatrice», Pamela Messi, de Première, ajoute que « le scénario n'est ni crédible, ni original (...) et Anand Tucker déroule avec une application un peu trop scolaire toutes les étapes habituelles de la comédie romantique (...), pourtant le charme opère de temps en temps grâce au charme mutin d'Amy Adams, craquante en working-girl capricieuse, et à la bouille insolente de Matthew Goode,.» Thierry Chèze de Studio Ciné Live trouve la comédie romantique « pour le moins raté» et que malgré « le charme de miss Adams, on s'ennuie à périr dans cet océan de clichés et de mièvrerie» et lui donne une note de 1.5⁄5 Le site Tout le ciné lui attribue la note de 1⁄5 et comme critique : «malgré un certain charme, Donne-moi ta main ne résiste pas aux clichés du genre et se noie dans un lac d'invraisemblances et d'humour pataud. ». Thibault Turcas, du site Excessif, ajoute qu'« il ne s'agit pas juste d'un mauvais film, il s'agit d'une horrible comédie romantique qui n'a absolument pas une seule qualité. Pas une seule. »

### Box-office
| Pays ou région | Box-office     | Date d'arrêt du box-office | Nombre de semaines |
| -------------- | -------------- | -------------------------- | ------------------ |
| Mondial        | 32 607 316 USD | 3 octobre 2010             | 38                 |
| États-Unis     | 25 918 920 USD | 4 mars 2010                | 8                  |
| France         | 13 053 entrées | 1er septembre 2010         | 3                  |

### Performance au box-office
Aux États-Unis, où il est distribué dans 2,511 salles, Donne-moi ta main démarre à la sixième position du box-office américain pour son premier week-end en salles, avec un résultat de 9 202 815 $, soit une moyenne de 3,665 $ par écran. En première semaine, le long-métrage conserve sa sixième place au box-office, avec un total de 11 701 170 $, soit une moyenne de 4,660 $ par écran. Le week-end suivant, le film voit sa combinaison d'écran augmenter d'une salle, mais chute à la huitième place, ne rapportant que 5 928 510 $ supplémentaires en trois jours, soit une perte de 35,6 % de ses bénéfices et un cumul de 17 629 680 $ des bénéfices et une moyenne de 2,360 $ par écran.
Puis bénéficiant du jour férié du Martin Luther King Day, il rapporte 1,1 million de dollars de plus, faisant un cumul de 7 071 470 $ pour le week-end de quatre jours, soit une moyenne de 2,815 $ par écran et une perte de 23,2 % de ses bénéfices. En deux week-ends, le long-métrage ne rapporte que 18 772 640 $. Pour sa deuxième semaine, Donne-moi ta main se positionne en neuvième place du box-office avec 8 265 015 $ de recettes, soit une baisse de 29,4 % de ses bénéfices par rapport à sa semaine précédente, avec une moyenne de 3,290⁄$ par écran. Au total, seulement 19 966 185 $ de recettes ont été récoltées en deux semaines. Perdant un bon nombre de salles le diffusant et affichant une importante baisse de ses bénéfices, Donne-moi ta main totalise lors de sa huitième et dernière semaine d'exploitation un total de 25 918 920 $, à la 45e place du box-office. Bien qu'ayant dépassé son budget de production de 19 millions de dollars, il ne rencontre un demi-échec commercial, puisque l'écart entre le budget et le résultat au box-office américain est très faible.
De plus, il ne fait guère mieux à l'étranger, puisque 6 688 396 $ ont été engrangées, faisant un cumul de 32 607 316 $ au box-office mondial.
En France, distribué dans seulement 40 salles,, Donne-moi ta main totalise 1 116 entrées pour sa première journée, se classant en sixième position du box-office, dont 54 entrées sur Paris (pour trois copies diffusées en salles), où il s'est classé en huitième position,. En première semaine, le film totalise 9 321 entrées,. La semaine suivante, Donne-moi ta main totalise 3 281 entrées supplémentaires, soit un cumul de 12 602 entrées. Le film reste pour une troisième et dernière semaine à l'affiche avec 450 entrées, portant le cumul à 13 053 entrées.